# Willy Düskow
Wilhelm "Willy" Düskow var en tysk roer, som deltog i de olympiske lege 1908 i London.
Düskow blev sammen Martin Stahnke nummer to i toer uden styrmand ved de tyske mesterskaber i 1908, og de kom derpå med til OL samme år. Her var der kun fire både til start, men banen var så smal, at der kun var plads til to både, så man måtte gennem en indledende runde (semifinale). Her mødte Stahnke og Düskow en britisk båd, der vandt, mens tyskerne ikke gennemførte. Guldet gik til en anden britisk båd, og skønt der ikke på den tid blev uddelt andet end guldmedaljer, regnes modstanderne i finalen som sølvvindere, mens den canadiske båd, der havde tabt den anden semifinale, sammen med tyskerne som tabende semifinalister anses som bronzevindere.
Düskow blev igen nummer to ved de tyske mesterskaber i 1910, denne gang sammen med Georg Wilhelm Pfältzer.